# Sounds of the Season: The Julianne Hough Holiday Collection
Sounds of the Season: The Julianne Hough Holiday Collection è il primo EP della cantante country statunitense Julianne Hough. Ha venduto circa 250 000 copie negli Stati Uniti, dove ha raggiunto la posizione numero 24.

## Tracce
1. "Sounds of Christmas" – 1:08
2. "Jingle Bell Rock" – 2:23
3. "Feliz Navidad" – 3:29
4. "It Wasn't His Child"/"Mary, Did You Know?" – 4:17
5. "Santa Baby" - 2:55
6. "Rockin' Around the Christmas Tree" – 1:56
7. "Christmas Memories" – 0:58
8. "Have Yourself a Merry Little Christmas" – 3:53

## Classifiche
| Classifica (2008)                 | Posizione massima |
| --------------------------------- | ----------------- |
| U.S. Billboard 200                | 24                |
| U.S. Billboard Top Country Albums | 2                 |
| U.S. Billboard Top Holiday Albums | 2                 |